# Jenny Holmgren
Jenny Susanna Holmgren, född 1982 i Lidingö, Stockholms län, är en svensk musikalartist.

## Biografi
Holmgren är utbildad vid Balettakademien i Stockholm och Balettakademiens treåriga musikalartistlinje i Göteborg. Bland de musikaler som Holmgren spelat i kan nämnas En kul grej hände på vägen till Forum på Teater Thalia 2008, där hon gjorde rollen som Pseudolus, Spring Awakening på Värmlandsoperan 2008-2009 och Sunset Boulevard på Värmlandsoperan 2009-2010.
Hösten 2010 medverkade Holmgren i musikalen Side Show, som hade europapremiär 9 oktober 2010 i Falkenberg. Föreställningen gick sedan på Sverigeturné. Holmgren spelade den siamesiska tvillingen Violet, en av föreställningens två huvudroller. Hösten 2011 spelade Holmgren den kvinnliga huvudrollen, Polly, i musikalen Crazy for you på Wermland Operas stora scen. Hösten 2012 och våren 2013 spelade hon Wednesday, en av huvudrollerna i musikalen Familjen Addams på Östgötateatern i Norrköping (hösten 2012) och i Linköping (våren 2013). Hösten 2013 och våren 2014 arbetade hon som artist på Color Magic. Hösten 2014 arbetade hon som sångerska i Hits For You. Hösten 2015 och våren 2016 spelar Holmgren huvudrollen Polly Baker i Göteborgsoperans uppsättning av Crazy for you. Hösten 2016 och våren 2017 medverkade Holmgren i Les Miserables på Wermland Opera och hösten 2017 i Les Miserables på Småland Musik & Teater, Spira. Våren 2018 medverkade Holmgren i Gentlemannen på Oscarsteatern i Stockholm. Hösten 2018 och våren 2019 spelade Holmgren rollen Portia i Something Rotten på Wermaland Opera.
Holmgren medverkade också i TV3:s tävling West End Star 2007–2008 där hon gick till final.

## Teater

### Roller (ej komplett)
| År   | Roll                                          | Produktion                                                                          | Regi             | Teater                      |
| ---- | --------------------------------------------- | ----------------------------------------------------------------------------------- | ---------------- | --------------------------- |
| 2008 | Ensemble                                      | Spring Awakening Duncan Sheik och Steven Sater                                      | Per Eltvik       | Wermland Opera              |
| 2010 | Violet Hilton                                 | Side Show Kålle Gunnarsson, Bill Russel och Henry Krieger                           | Kålle Gunnarsson | Stage Fantasy Production AB |
| 2011 | Polly Baker                                   | Crazy for you Ken Ludwig, George och Ira Gershwin                                   | Shaun Kerrison   | Wermland Opera              |
| 2012 | Wednesday                                     | Familjen Addams Mattias Carlsson, Marshall Brickman, Rick Elice och Andrew Lippa    | Mattias Carlsson | Östgötateatern              |
| 2015 | Polly Baker                                   | Crazy for you Ken Ludwig, George och Ira Gershwin                                   | Mattias Carlsson | Göteborgsoperan             |
| 2016 | Ensemble                                      | Les Misérables Claude-Michel Schönberg, Alain Boublil och Herbert Kretzmer          | James Grieve     | Wermland Opera              |
| 2018 | Turistguiden m.fl.                            | Gentlemannen Robert L Freedman och Steven Lutvak                                    | Markus Virta     | Oscarsteatern               |
| 2018 | Portia                                        | Something Rotten John O'Farrel, Karey Kirkpatrick och Wayne Kirkpatrick             | Markus Virta     | Wermland Opera              |
| 2019 | Ensemble Jane (understudy) Sukie (understudy) | Häxorna i Eastwick John Dempsey och Dana P. Rowe                                    | Rachel Kavanaugh | Cirkus, Stockholm           |
| 2020 | Emma Fanny Brice (understudy)                 | Funny Girl Jule Styne, Bob Merrill och Isobel Lennart                               | Ronny Danielsson | Malmö Opera                 |
| 2021 | Syster Berthe Maria (Understudy)              | Sound of Music Richard Rodgers, Oscar Hammerstein, Howard Lindsay och Russel Crouse | Ronny Danielsson | Kulturhuset Stadsteatern    |
| 2022 | Gabriella                                     | Så som i himmelen Fredrik Kempe, Carin Pollak, Stefan Nilsson och Py Bäckman        | Edward af Sillén | Malmö Opera                 |
| 2023 | Mrs Lovett                                    | Sweeney Todd Stephen Sondheim                                                       | Rasmus Mononen   | Lilla Beddinge Teater       |

### Fotnoter
1. ↑  Wermland Opera (18 april 2008). ”Spring Awakening”. Pressmeddelande.  Läst 23 september 2015. Arkiverad från originalet den 25 september 2015.
2. ↑  ”Crazy for You”. Wermland Opera. http://www.wermlandopera.com/evenemang/crazy-for-you. Läst 24 september 2015.
3. ↑  ”Familjen Addams”. Östgötateatern. Arkiverad från originalet den 27 juni 2012. https://web.archive.org/web/20120627041630/http://www.ostgotateatern.se/forestallningar/presentation/musikalen-familjen-addams. Läst 24 september 2012.
4. ↑  ”Crazy for you”. Göteborgsoperan. Arkiverad från originalet den 2 september 2015. https://web.archive.org/web/20150902162013/http://sv.opera.se/forestallningar/crazy-for-you-2015-2016/. Läst 6 september 2015.
5. ↑  ”Les Misérables”. Wermland Opera. Arkiverad från originalet den 2 mars 2017. https://web.archive.org/web/20170302230806/http://www.wermlandopera.com/evenemang/les-miserables-0. Läst 1 maj 2017.